# Selección de fútbol sub-16 de Inglaterra
La selección de fútbol sub-16 de Inglaterra se encarga de representar a Inglaterra en torneos sub-16. Está regida por la Asociación Inglesa de Fútbol.

## Historia
Entre 1925 y 2014, el equipo sub-16 de Inglaterra compitió en el torneo anual Victory Shield contra Escocia , Gales e Irlanda del Norte . Desde la Segunda Guerra Mundial , Inglaterra había ganado el Escudo de la Victoria en total treinta y cinco veces y había sido ganadora conjunta con Escocia ocho veces, con Gales dos veces y con Escocia y Gales dos veces. Sin embargo, en abril de 2015, la Asociación de Fútbol decidió retirarse del torneo "en el futuro previsible" con el objetivo declarado de reemplazarlo con partidos contra rivales europeos y mundiales.

### Torneo Montaigu
En 2005, el equipo hizo su debut en el Torneo anual de Montaigu, celebrado en Montaigu, Francia. Inglaterra ganó la competición tres veces, en 2008, 2011 y 2015, derrotando a la anfitriona Francia en la final en las tres ocasiones. En 2008 y 2011, Inglaterra ganó en la tanda de penales después de un empate 0-0, mientras que en 2015 ganó la final por 3-1. En 2019, Inglaterra terminó en tercer lugar en la general después de perder 2-1 ante los eventuales campeones Argentina, ganando 5-0 a Costa de Marfil, 3-1 a Portugal en la fase de grupos y 4-0 a Brasil en el tercer puesto de la eliminatoria.

## Participaciones

### Torneo Montaigu
| - 1978 - Campeón - - 1979 - Por el 3° lugar - 4° - 1986 - Final - | - 1992 - Fase de grupos - 11° - 1997 - Cuartos de final - 7° - 1998 - Por el 3° lugar - - 1999 - Por el 3° lugar - 4° | - 2000 - Campeón - - 2001 - Final - - 2002 - Por el 5° lugar - 5° - 2003 - Por el 3° lugar - 4° - 2004 - Por el 5° lugar - 6° - 2005 - Por el 5° lugar - 5° - 2006 - Por el 3° lugar - - 2007 - Final - - 2008 - Campeón - - 2009 - Campeón - - 2010 - Final - - 2011 - Campeón - - 2012 - Por el 3° lugar - - 2013 - Final - - 2014 - Por el 3° lugar - - 2015 - Campeón - - 2016 - Por el 5° lugar - 5° - 2017 - Por el 9° lugar - 10° - 2018 - Por el 3° lugar - - 2019 - Por el 3° lugar - |

## Jugadores

### Plantilla actual
Estos fueron los jugadores convocados para el Torneo Montaigu que tuvo lugar en abril de 2019.
| No. | Pos.           | Nombre               | Fecha de nacimiento (edad)         | Equipo            |
| -   | Portero        | Tobi Oluwayemi       | 8 de mayo de 2003 (17 años)        | Celtic            |
| -   | Portero        | Coniah Boyce-Clarke  | 1 de marzo de 2003 (18 años)       | Reading           |
| -   | Defensa        | CJ Egan-Riley        | 2 de enero de 2003 (18 años)       | Manchester City   |
| -   | Defensa        | James Norris         | 4 de abril de 2003 (17 años)       | Liverpool         |
| -   | Defensa        | Bashir Humphreys     | 15 de marzo de 2003 (18 años)      | Chelsea           |
| -   | Defensa        | Levi Samuels Colwill | 26 de febrero de 2003 (18 años)    | Chelsea           |
| -   | Defensa        | Daniel Oyegoke       | 3 de enero de 2003 (18 años)       | Arsenal           |
| -   | Defensa        | Jamal Baptiste       | 11 de noviembre de 2003 (17 años)  | West Ham United   |
| -   | Centrocampista | Charlie Patiño       | 17 de octubre de 2003 (17 años)    | Arsenal           |
| -   | Centrocampista | Nile John            | 6 de marzo de 2003 (18 años)       | Tottenham Hotspur |
| -   | Centrocampista | Karamoko Dembélé     | 22 de febrero de 2003 (18 años)    | Celtic            |
| -   | Centrocampista | Jude Bellingham      | 29 de junio de 2003 (17 años)      | Borussia Dortmund |
| -   | Centrocampista | Nohan Kenneh         | 10 de enero de 2003 (18 años)      | Leeds United      |
| -   | Centrocampista | James Balagizi       | 20 de septiembre de 2003 (17 años) | Liverpool         |
| -   | Delantero      | Liam Delap           | 8 de febrero de 2003 (18 años)     | Manchester City   |
| -   | Delantero      | Louie Barry          | 21 de junio de 2003 (17 años)      | Aston Villa       |
| -   | Delantero      | Noah Ohio            | 16 de enero de 2003 (18 años)      | RB Leipzig        |
| -   | Delantero      | Amadou Diallo        | 15 de febrero de 2003 (18 años)    | West Ham United   |
| -   | Delantero      | Samuel Iling-Junior  | 4 de octubre de 2003 (17 años)     | Chelsea           |
| -   | Delantero      | Jamal Musiala        | 26 de febrero de 2003 (18 años)    | Bayern Múnich     |